# Wo ist hier
Wo ist hier ist das fünfte Musikalbum der Hamburger Band Die Sterne. Es wurde im Soundgarden Studio in Hamburg aufgenommen und erschien am 29. Juni 1999 auf dem Label L’age d’or. Es ist das letzte Album der Band, auf dem Gründungsmitglied Frank Will an den Keyboards zu hören ist.

## Titelliste
1. Ich variiere meinen Rhythmus – 3:58
2. Big in Berlin – 2:58
3. Nichts wie wir’s kennen – 4:15
4. Dingeling – 3:27
5. Solangehierunterwegs – 3:41
6. Biestbeat – 1:54
7. Bevor du losgehst – 4:01
8. Das bisschen besser – 4:09
9. Melodie d’Amour – 3:07
10. Manchmal sagt man vertraute Sachen vor sich hin – 4:04
11. Respekt – 4:10

### Titelinformationen
Frank Spilker hat sämtliche Texte für dieses Album geschrieben. Für das Schreiben der Musik waren alle Bandmitglieder verantwortlich. Darüber hinaus war Thies Mynther bei den Titeln Bevor du losgehst und  Manchmal sagt man vertraute Sachen vor sich hin am Entstehungsprozess beteiligt. Wie schon zum Lied Risikobiographie vom Album Posen hat Jimi Siebels zu Nichts wie wir's kennen die Soundeffekte beigesteuert.

## Veröffentlichungen
Neben dem normalen Album wurde eine Doppel-CD veröffentlicht. Die zweite CD enthält zwei Remixe von Big in Berlin (von Edwyn Collins und Brezel Göring von Stereo Total), das Lied Fluchtthema sowie einen Live-Mitschnitt und ein Live-Video des Titels Du darfst nicht vergessen zu essen.
Zu Big in Berlin wurde eine Single veröffentlicht, die ausschließlich aus Remixen besteht. Als zweite Single wurde Das bisschen besser ausgekoppelt. Sie enthält neben diversen Remixen des Liedes auch den Titel Fluchtthema.

## Rezeption
Das Album wurde von Kritikern überwiegend gut aufgenommen. Die Musikzeitschrift Visions vergab 8 von 12 Punkten und merkte an: "Mit dem variierten Rhythmus kann man sich nach kurzer Gewöhnungszeit ganz gut anfreunden." Ein Kritikpunkt sei allerdings "...die etwas gleichförmige Einfärbung der Songs: zwischendurch ein Stück vom Format wie „Widerschein“ oder „Trrrmer“ hätte nicht geschadet."
Vom Online-Magazin laut.de bekam das Album die Höchstwertung mit 5 von 5 Sternen, die Leser bewerteten es mit 4 Sternen. Es sei "...ein rundes Album, das in innerer Ruhe von innerer Unruhe erzählt. Nicht der große, neuartige, richtungsweisende Entwurf zum Ende des Milleniums [...], sondern ein Sterne-Album." Positiv hervorgehoben wurde der vermehrte Einsatz von "...elektronischen Frickeleien, die zweifellos eine der musikalischen Hauptweiterentwicklungen dieses Albums darstellen..." und sich gut in den Sound der Sterne einfügen.
"Niemandem, der mit offenen Ohren den (Pop-)Äther angrast, können sie [die Sterne] entgehen oder gar schnuppe sein. Schuld daran ist · wie so oft, wenn etwas auf reizvolle Art zusammenklingt · einzig und allein die spezielle Mischkulanz." schreibt Reinhold Aumaier von der Wiener Zeitung. Er bezeichnet den Sound des Albums als Easy Listening, die Texte seien im Gegensatz dazu "...mit allerlei Widerhaken bestückt und kratzen nicht nur an der Oberfläche."
In den Jahrescharts von 1999 der Zeitschrift Musikexpress wurde das Album auf Platz 34 gewählt.
Der Titel Nichts wie wir's kennen wird mehrfach im Kinofilm 3 Zimmer/Küche/Bad aus dem Jahr 2012 erwähnt und gegen Ende gespielt.

### Chartplatzierungen
Die Band erreichte mit diesem Album ihre bisher höchste Chartplatzierung in Deutschland. Es erreichte im Erscheinungsjahr für eine Woche Platz 27 der Albumcharts. Zum ersten Mal war die Band auch in den österreichischen Charts vertreten. Das Album schaffte es dort im August 1999 für eine Woche auf Platz 46.